# Luchtvaartverstoringen door vulkaanuitbarsting onder de Eyjafjallajökull 2010

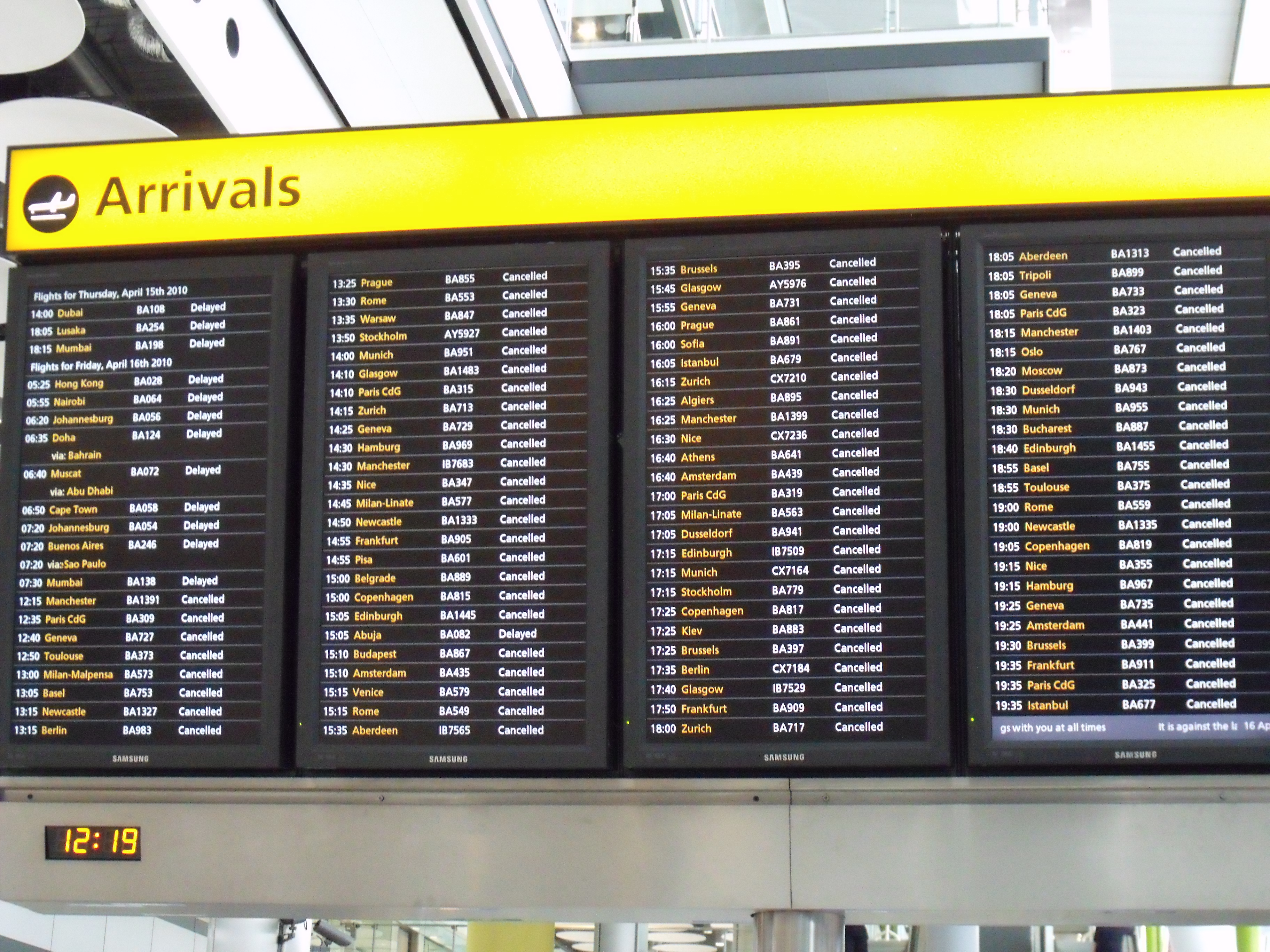
Het aankomstbord op het Londense Heathrow op 16 april 2010

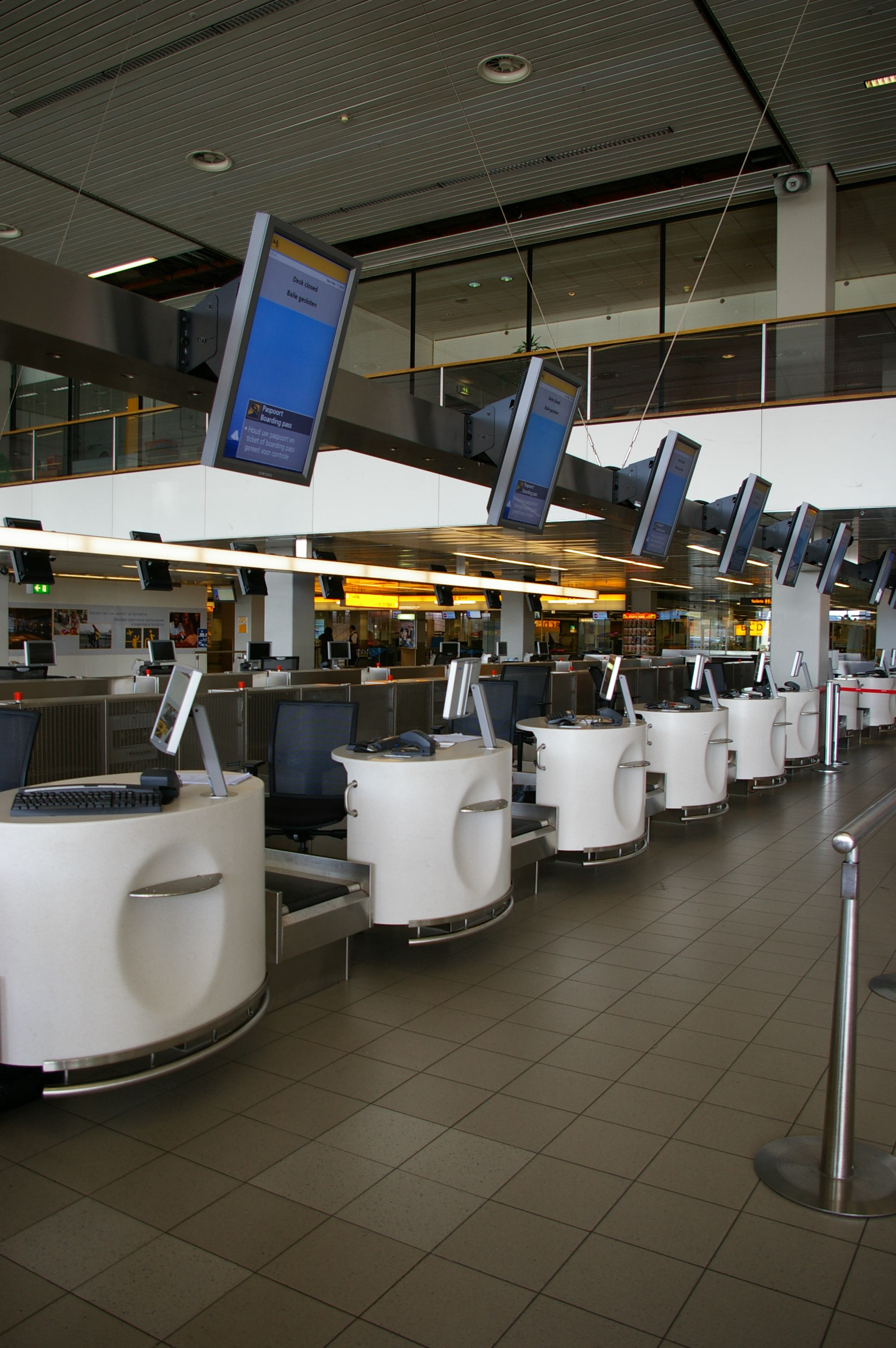
Verlaten incheckbalies op Schiphol op 17 april 2010

De vulkaanas, die ten gevolge van de vulkaanuitbarsting onder de gletsjer Eyjafjallajökull op 14 april 2010 in de atmosfeer was terechtgekomen, zorgde voor grote verstoringen in de luchtvaart in Europa, met name Noord- en West-Europa. Duizenden passagiers zijn gestrand door de vliegverboden die uitgevaardigd werden naar aanleiding van de vulkaanaswolken. De meeste West-Europese luchtruimen werden op donderdag 15 en vrijdag 16 april gesloten. Sindsdien werden er 63 000 vluchten afgelast. De gevolgen voor het Oost-Europese vliegverkeer werden op zaterdag 17 april duidelijk. Zuid-Europa heeft, op annuleringen van vluchten naar het noorden na, niet te maken gehad met grote problemen.
De vulkanische as is namelijk gevaarlijk voor vliegtuigmotoren: er kan verglazing optreden van asdeeltjes door de hitte van de motor. Daarom werden in 40 landen en territoria luchthavens volledig gesloten: Åland, België, Bosnië en Herzegovina, Bulgarije, Denemarken, Duitsland, Estland, de Faeröer, Finland, Frankrijk, Guernsey, Hongarije, Ierland, IJsland, Italië, Jersey, Kosovo, Kroatië, Letland, Litouwen, Luxemburg, Man, Moldavië, Montenegro, Nederland, Noorwegen, Oekraïne, Oostenrijk, Polen, Roemenië, Rusland, Servië, Slovenië, Slowakije, Spanje, Tsjechië, het Verenigd Koninkrijk, Wit-Rusland, Zweden en Zwitserland.
Door het stilleggen van het vliegverkeer in grote delen van Europa zijn er zeer grote economische gevolgen voor onder meer de luchtvaartmaatschappijen en grote vrachtbedrijven. Ook vele vakantiegangers werden gedupeerd door de vulkaanuitbarsting. Een aantal touroperators stuurden bussen naar Spanje, Italië en Frankrijk om gestrande reizigers op te halen. De Nederlandse minister van Financiën Jan Kees de Jager verklaarde niets te voelen voor financiële steun voor de KLM, zoals dat eerder wel gebeurde bij banken zoals SNS REAAL bij het begin van de kredietcrisis.
Het Londense Volcanic Ash Advisory Center was belast met de taak voor het leveren van informatie over vulkaanas aan civiele luchtvaartautoriteiten, zoals Belgocontrol en de Inspectie Verkeer en Waterstaat.

## Testvluchten en hervatting vliegverkeer
Na de geslaagde test van de KLM op 17 april, waarbij een Boeing 737 een hoogte van 13 000 meter bereikte (en daarmee door de vulkanische aswolk vloog), betwijfelde Peter Hartman, president-directeur van de KLM, of het Europese vliegverbod eigenlijk wel nut had. Volgens hem hadden experts van Delta Air Lines en NASA dezelfde mening. Eerder op de dag vloog ook een Boeing 747-400 van Lufthansa een testvlucht van München naar Frankfurt am Main, hierbij raakte het toestel niet beschadigd.
Hartman opperde ook het plan om op zondagochtend 18 april lege toestellen vanuit Düsseldorf terug te vliegen naar Amsterdam, die handmatig bestuurd zullen worden en niet hoger zullen vliegen dan 3000 meter. Lufthansa wou dit eveneens met haar Boeing 747's en Airbus A340's die vastzaten in München.

### Zondag 18 april
KLM liet op zondagochtend een toestel overvliegen naar luchthaven Düsseldorf met twintig bemanningsleden aan boord, om direct de zeven vliegtuigen terug te kunnen vliegen zodra daarvoor toestemming wordt verleend. Dat toestel keerde direct terug naar Amsterdam. Om 10:00 op diezelfde ochtend vertrok het lege eerste toestel richting luchthaven Schiphol. In de middag had KLM alle toestellen, drie Boeing 737's, één Boeing 747-400 en één Boeing 777 teruggevlogen. Daarnaast maakte ander toestel vanuit Düsseldorf een testvlucht via het het oosten van Nederland, over de Wadden naar Schiphol. Op zondagavond liet de KLM weten dat het toestemming had gekregen om met drie vrachttoestellen vluchten naar Azië uit te voeren. Op zondagavond vertrokken twee toestellen, waarvan een 747-400 Combi naar Bangkok en vervolgens Taipei (met extra bemanning) en één 747-400F naar Sharjah. De vluchten verliepen normaal. Op maandagochtend werd er wederom een testvlucht met een Boeing 737 gemaakt, ditmaal van Schiphol naar Parijs.
Op zondag 18 april voerde ook Air France een testvlucht uit, van Parijs naar Toulouse. Lufthansa vloog tien toestellen terug vanuit München naar Frankfurt am Main.
Intussen vond de Vereniging van Nederlandse Verkeersvliegers ook dat het vliegverkeer weer kon worden hervat, omdat de testvluchten succesvol waren verlopen.
Op zondagavond meldde persbureau AP dat de Europese Unie dacht dat de helft van het Europese luchtruim op 19 april opengesteld kan worden.

### Maandag 19 april
Op maandag 19 april liet Lufthansa weten dat het 15 000 passagiers in het buitenland ging terugvliegen. In de middag van 19 april vertrokken de eerste toestellen vanuit Frankfurt am Main en München. Ook de KLM maakte bekend dat toestellen uit Paramaribo en Curaçao richting Europa liet vertrekken. Bij vertrek was echter nog onduidelijk op welke luchthaven geland zou worden.
De Britse marine zette op 19 april twee marineschepen in om gestrande landgenoten over Het Kanaal naar het Verenigd Koninkrijk te brengen.
Na overleg tussen Europese ministers van Transport, maakte Nederlands minister van Verkeer en Waterstaat Camiel Eurlings tijdens een persconferentie bekend dat KLM toestemming had gekregen om op maandagavond 3 vluchten uit te voeren. Deze vluchten gingen naar Dubai, New York en Shanghai.

### Dinsdag 20 april
In België werd om 09:50 de luchthaven in Zaventem weer opengesteld. Er werden meer dan 270 vliegbewegingen uitgevoerd, waarin totaal 24 000 passagiers werden teruggebracht naar België.
Er werd weer beperkt gevlogen vanaf Schiphol. KLM was in staat om de helft van haar Europese vluchten en bijna alle intercontinentale routes te hervatten, er werden slechts zes intercontinentale vluchten geschrapt. Transavia.com was nog niet zo ver, slechts een beperkt deel van de geplande vluchten kon worden uitgevoerd. Luchthaven Rotterdam werd eveneens geopend, alhoewel er maar twee toestellen per uur mochten vertrekken. Ook luchthaven Eindhoven werd heropend, maar de grootgebruikers waren nog niet begonnen met het hervatten van de vluchten naar Eindhoven.

### Woensdag 21 april
De meeste West-Europese luchthavens waren op 21 april open. De meeste dienstregelingen waren echter nog niet op orde en de Scandinavische landen hadden nog last van de aswolk. EUROCONTROL verwachtte dat het vliegverkeer vanaf 22 april weer op schema ligt, alhoewel niet alle gestrande passagiers dan weer thuis zijn. De luchtvaartorganisatie IATA had berekend dat het totale omzetverlies 1,26 miljard euro bedroeg.

### Donderdag 22 april
Doordat de windrichting veranderde, kreeg de Luchthaven Keflavík ook last van de aswolk.

### Vrijdag 23 april
Zowel het belangrijkste internationale vliegveld van IJsland in Keflavík bij Reykjavik als de kleinere internationale luchthaven in Reykjavik zelf werden vanwege de asneerslag gesloten. De vliegvelden van Akureyri en Egilsstaðir bleven geopend, waardoor er nog wat internationaal vliegverkeer mogelijk was.

### Dinsdag 4 mei
Ierland werd opnieuw getroffen door de aswolk: het gehele Ierse luchtruim werd gesloten. Verschillende luchthavens in Schotland werden ook gesloten. Onder andere KLM en Aer Lingus moesten verschillende vluchten annuleren.

### Woensdag 5 mei
Het luchtruim van Ierland en Schotland waren nog steeds gesloten, één vlucht vanaf Eindhoven Airport en twee vluchten vanaf luchthaven Schiphol werden geannuleerd. EUROCONTROL maakte bekend dat ongeveer 300 vluchten deze dag geannuleerd waren.

### Donderdag 7 mei
Het westen van Ierland kreeg opnieuw last van de aswolk. Veel luchthavens, waaronder de luchthaven van Shannon, sloten opnieuw.

### Zaterdag 8 mei
Regionale luchthavens in het noorden van Spanje werden gesloten; op zondag 9 mei werd het luchtverkeer hervat.

## Kaarten

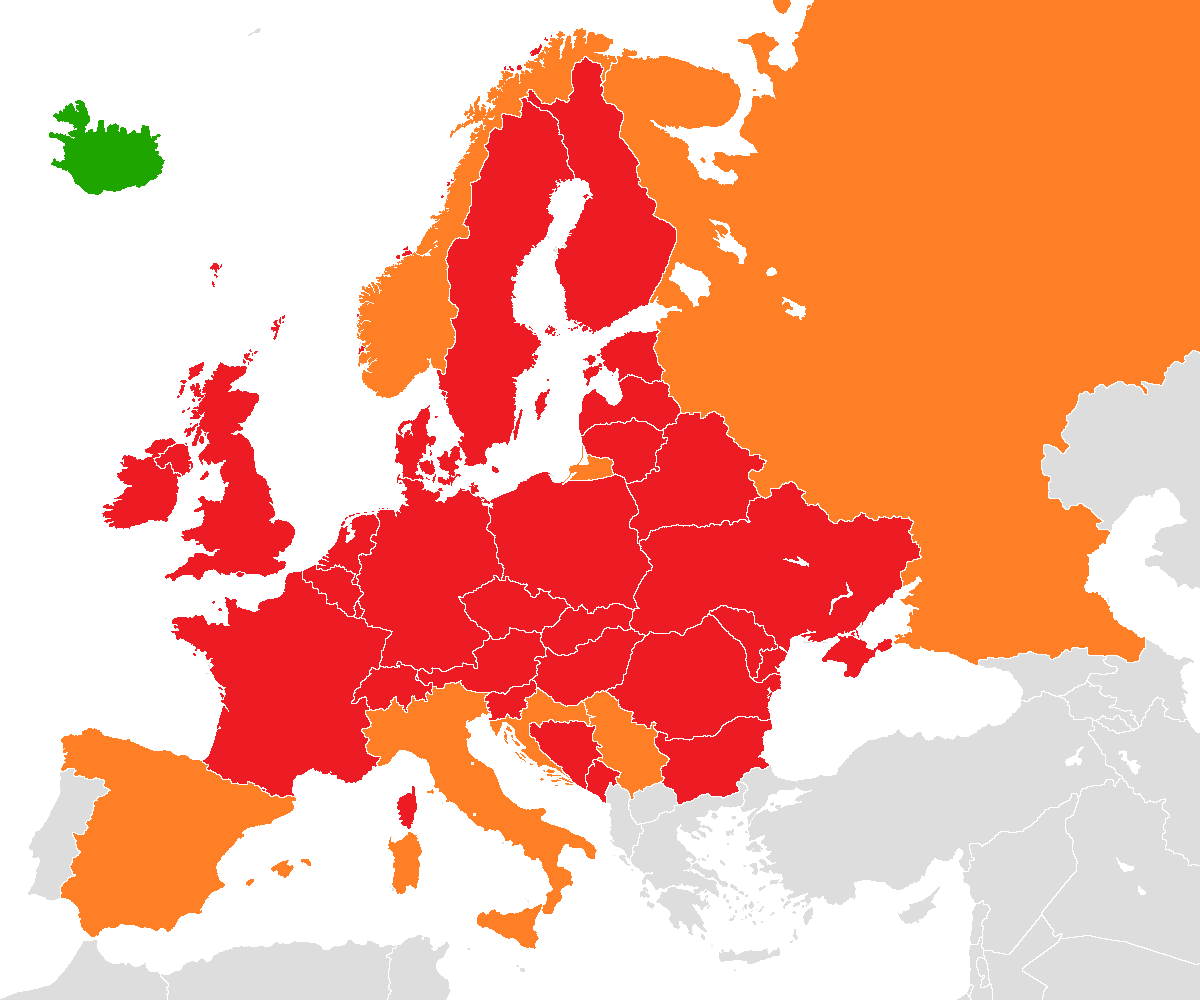
■ Luchtruim volledig gesloten■ Beperkt vliegverkeer
De verspreiding van de vulkanische aswolk boven Europa op 15 april 2010.
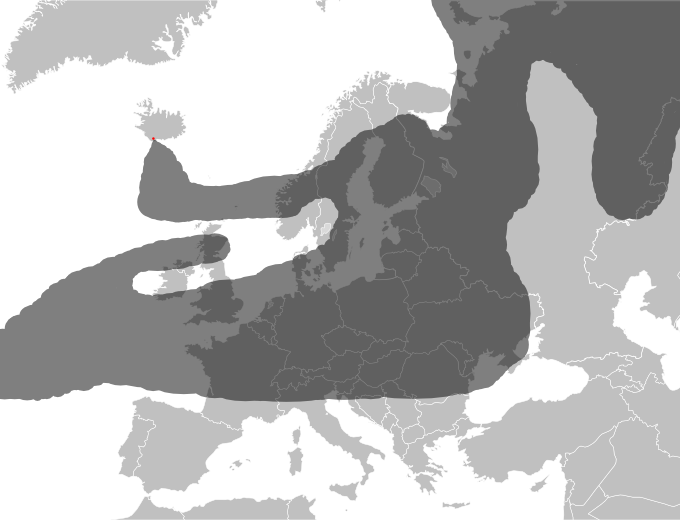
De verspreiding van de vulkanische aswolk boven Europa op 17 april 2010.
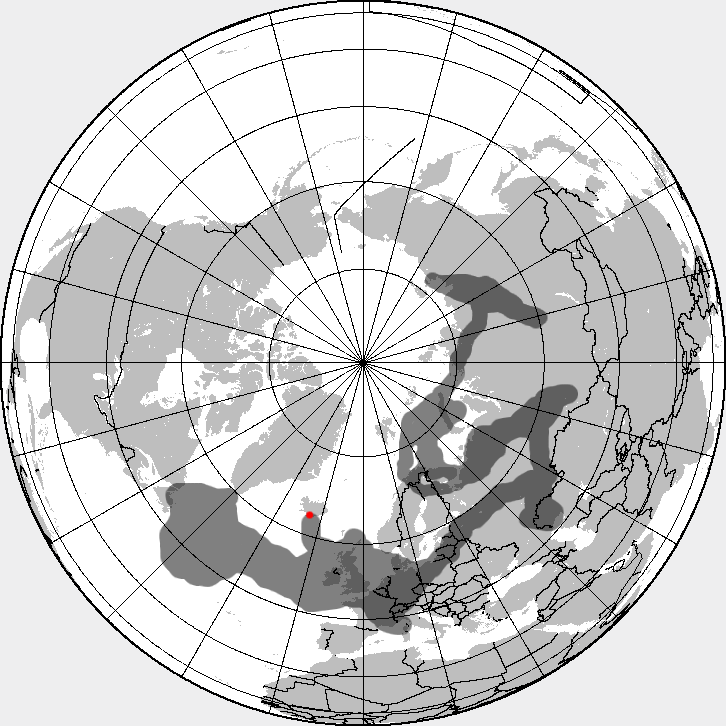
De verspreiding van de vulkanische aswolk boven Europa en Amerika op 19 april 2010.

## Gevolgen per land
| Land                  | Gevolgen                                                     | Gebied(en)/luchthaven(s) | Ingangsdatum                                           | Einddatum                                   | Details |
| --------------------- | ------------------------------------------------------------ | --- | ------------------------------------------------------ | ------------------------------------------- | --- |
| België                | Sluiting luchtruim                                           | Hele luchtruim | 15 april 16:30 (UTC+1)                                 | 20 april 08:00 (UTC+1)                      | Brussels Airlines schrapte op 17 april uit voorzorg alle vluchten tot maandag 19 april 12:00., op 18 april volgde een verlenging tot dinsdag 20 april, 12:00 u. Op zondag 18 april zette Jetair 34 bussen in om 1500 vakantiegangers terug te halen naar België. Vanaf 18 april konden wel lege vliegtuigen teruggevlogen worden: de eerste twee lege vliegtuigen landden op 19 april. Op 20 april werd het luchtruim gedeeltelijk opengesteld en de dag erna volledig. De totale schade voor de Belgische reissector werd door de Vlaamse Vereniging van Reisbureaus geschat op 25 miljoen euro.                                               |
| Bosnië en Herzegovina | Sluiting luchtruim                                           | Hele luchtruim | 17 april 8:00 (UTC)                                    | 17 april 22:00 (UTC)                        | |
| Bulgarije             | Sluiting luchthaven                                          | Alle luchthavens | 18 april 00:00 (UTC)                                   | 18 april 12:30 (UTC+2)                      | Op 18 april om 12:30 u (UTC+2) werd het luchtruim geopend voor vluchten op hoogtes boven de 8000 m. |
| Denemarken            | Sluiting luchtruim                                           | Hele luchtruim | 15 april 16:00 (UTC)                                   | 20 april 8:00 (UTC)                         | Door de vulkaanuitbarsting waren niet alle gasten in staat om de verjaardag van Koningin Margrethe II te bezoeken. |
| Duitsland             | Sluiting luchthavens                                         | Internationale luchthavens | 16 april                                               | 21 april 9:00 (UTC)                         | Lufthansa voerde tijdens de sluiting wel enkele testvluchten uit. Op 19 april werd begonnen met het terughalen van gestrande passagiers in het buitenland. |
| Estland               | Sluiting luchtruim                                           | Luchtruim boven 6,5 km | 16 april                                               | 19 april 18:00 (UTC+2)                      | Internationale vluchten werden reeds op 15 april afgelast. |
| Faeröer               |                                                              | |                                                        |                                             | Het as is boven het Faeröerse luchtruim. |
| Finland               | Sluiting luchtruim                                           | Hele luchtruim | 16 april 00:00 (UTC+3)                                 | 19 april 18:00 (UTC+2)                      | Noordelijke, westelijke en centrale delen van Finland waren al eerder gesloten voor luchtverkeer. |
| Frankrijk             | Sluiting luchthavens                                         | 18 april vroege namiddag: alle luchthavens in la France métropolitaine (Europees Frankrijk) behalve op Corsica 18 april late namiddag: alle luchthavens ten noorden van lijn Nice-Bordeaux | 15 april 23:00 (UTC+2) 17 april 18 april 14:00 (UTC+1) | 21 april 9:00 (UTC+2)                       | Op 18 april werd vanaf 14:00 u een verbod van kracht voor de luchthavens in het zuidwesten die nog open waren (Biarritz, Pau, Montpellier, Perpignan, Tarbes en Toulouse). De nationale maatschappij Air France had net passagiers voor de Martinikaanse hoofdstad Fort-de-France, het Guadeloupse Pointe-à-Pitre en het Canadese Montreal in bussen naar Toulouse overgebracht om van daar te vertrekken naar Amerika. Later op de namiddag werden alle luchthavens ten zuiden van de lijn Nice-Bordeaux echter opnieuw geopend, met name Marseille, Perpignan, Toulouse, Bordeaux en Nice.                                                    |
| Hongarije             | Sluiting luchtruim                                           | Gehele luchtruim | 16 april 17:00 (UTC)                                   | 19 april 10:00 (UTC)                        | |
| Ierland               | Sluiting luchtruim                                           | Gehele luchtruim | 15 april 17 april                                      | 16 april 06:00 (UTC+1) 19 april 13:00 (UTC) | Het Ierse luchtruim werd op 16 april opengesteld voor binnenlandse vluchten en de trans-Atlantische vluchten vanaf luchthaven Dublin. Ryanair schrapte op 18 april alle vluchten tot 21 april 13:00. |
| IJsland               | Sluiting luchthavens                                         | Luchthavens Reykjavik (Keflavíkurflugvöllur en Reykjavíkurflugvöllur) | 23 april 06:00 (UTC)                                   | onbekend                                    | Luchtvaartautoriteit ISAVIA kondigt op haar website aan dat de beide internationale luchthavens van Reykjavik voor onbepaalde tijd gesloten zullen zijn, maar dat twee andere vliegvelden internationaal verkeer kunnen afhandelen. Icelandair meldt op haar website dat gebruikgemaakt zal worden van de luchthaven van Glasgow in Schotland voor vluchten van Europa naar Noord-Amerika en vice versa. Reizigers met bestemming IJsland zullen met vluchten van Glasgow naar IJslands vierde stad Akureyri worden vervoerd. Lagekostenmaatschappij Iceland Express heeft enkele vluchten vervroegd naar de avond voorafgaand aan de sluiting. |
| Italië                | Sluiting luchtruim                                           | Noord-Italië | 17 april 6:00 (UTC+2)                                  | 20 april 6:00 (UTC)                         | Vluchten van hulpdiensten en vluchten onder de 35000 ft zijn uitgezonderd van de maatregel. 200 tot 400 vluchten werden op de luchthaven van Rome en Milaan geannuleerd door sluitingen elders. Op 19 april was het luchtruim twee uurtjes geopend. |
| Kosovo                | Sluiting luchtruim                                           | Hele luchtruim | 18 april 0:00 (UTC+2)                                  | 18 april 14:00 (UTC+2)                      | |
| Kroatië               | Sluiting luchtruim                                           | Noord-Kroatië | 17 april 2:00 (CET)                                    | 18 april                                    | Op 18 april werden alle luchthavens behalve die van Osijek, in het oosten, opnieuw geopend. |
| Letland               | Sluiting luchtruim                                           | Hele luchtruim | 15 april 21:00 (UTC)                                   | 18 april 15:00 (UTC+2)                      | |
| Litouwen              | Sluiting luchtruim                                           | Hele luchtruim |                                                        | 18 april 9:00 (UTC+2)                       | |
| Luxemburg             | Sluiting luchthaven                                          | Luchthaven Luxemburg-Findel | 16 april 2010 14:00                                    | 18 april 10:00 (UTC+1)                      | |
| Moldavië              |                                                              | |                                                        |                                             | Het luchtruim boven Moldavië kreeg te maken met het vulkaanas in de middag van 16 april |
| Montenegro            | Sluiting luchtruim                                           | Gehele luchtruim | 17 april 14:00 (UTC)                                   |                                             | |
| Nederland             | Sluiting luchtruim voor IFR-verkeer. VFR-verkeer toegestaan. | Gehele luchtruim | 15 april 18:00 (UTC+1)                                 | 19 april 20:00 (UTC+2)                      | KLM maakte na 20:00 (UTC+1) een testvlucht met een Boeing 737 om de effecten van de vulkaanas te zien. De test verliep zonder problemen en het toestel bereikte zelfs een hoogte van 13 000 meter en vloog daarmee door de aswolk. Op 18 april 2010 is VFR-verkeer ontheven van deze sluiting. Er zijn voorwaarden door IVW aan verbonden, zoals het verplicht versturen van een vluchtrapport. Alle VFR-vluchten zijn op eigen risico. KLM heeft al zijn Europese vluchten vanuit Amsterdam geschrapt. |
| Noorwegen             | Sluiting luchtruim                                           | Gehele luchtruim | 14 april                                               |                                             | Luchthavens in Nord-Trøndelag, Nordland, Troms en Finnmark werden enkele malen heropend, met name op 17 april tijdens de ochtend. Door het vliegverbod werden ambulances en medisch personeel uit het Zuiden naar het noorden van Noorwegen gestuurd, omdat de helikopters en search and rescue-teams geen werk meer konden verrichten. In het noorden van Noorwegen werden op 17 en 18 april geleidelijk het vliegverbod opgeheven. De Britse acteur John Cleese nam de taxi vanuit Oslo naar Brussel. |
| Oekraïne              | Sluiting luchtruim                                           | Gehele luchtruim | 17 april 15:00 (EEST)                                  |                                             | De overgrote meerderheid van het luchtruim was al gesloten om middernacht op 17 april (UTC+3). |
| Oostenrijk            | Sluiting luchthavens                                         | Innsbruck, Linz, Salzburg en Wenen Graz en Klagenfurt | 16 april 2010 18:00 en 21:00 (UTC)                     | 19 april 2:00 (UTC)                         | |
| Polen                 | Sluiting luchtruim                                           | Gehele luchtruim | 16 april                                               |                                             | Het noordelijke deel was al om zes uur 's avonds (UTC) op 15 april gesloten. Door de sluiting waren niet alle hooggeplaatste buitenlandse gasten in staat om de uitvaartdienst van de Poolse president Lech Kaczyński en zijn vrouw bij te wonen. In Centraal- en Noord-Polen werden op 18 april om 16:00 u zes luchthavens voorlopig opnieuw geopend. |
| Roemenië              | Sluiting luchtruim                                           | Gehele luchtruim | 17 april 18:00 (UTC+3)                                 | 19 april 12:00 (UTC+3)                      | Het noordwestelijke deel van het luchtruim was al op 17 april om 00:00 (UTC+3) gesloten. Vanaf 18 april 12:00 u (UTC+3) mochten vliegtuigen wel over het territorium vliegen, zonder er te landen of op te stijgen. |
| Rusland               | Sluiting luchtruim                                           | Exclaveoblast Kaliningrad |                                                        |                                             | |
| Servië                | Sluiting luchtruim                                           | Gehele luchtruim | 17 april 14:00 (UTC)                                   | 17 april 16:00                              | |
| Slowakije             | Sluiting luchtruim                                           | Gehele luchtruim | 16 april 15:00 (UTC)                                   |                                             | |
| Slovenië              | Sluiting luchtruim                                           | Luchtruim boven 35.500 ft | 17 april 06:00 (UTC+1)                                 | 17 april 22:59 (UTC+1)                      | Op 16 april 22:00 (UTC+1) werd het luchtruim boven de 46e breedtegraad noord gesloten. Het was voor het eerst sinds de Tiendaagse Oorlog dat het Sloveense luchtruim werd gesloten. |
| Spanje                | Sluiting luchthavens                                         | 7 luchthavens in Noord-Spanje | 17 april 20:00 (UTC+1)                                 | 18 april 10:00 (UTC+1)                      | Op 18 april om 15:30 u (UTC+1) werden de luchthavens die in het Noorden dezelfde morgen nog waren gesloten opnieuw geopend. |
| Tsjechië              | Sluiting luchtruim                                           | Hele luchtruim | 16 april                                               | 19 april 12:00 (UTC)                        | Het as bereikte Tsjechië al om 22:00 op 15 april. |
| Verenigd Koninkrijk   | Sluiting luchtruim                                           | Gehele luchtruim | 14 april 11:00 (UTC)                                   | 20 april 20:00 (UTC+1)                      | Schotland was het eerste gebied in Europa dat te maken kreeg met het as; de Schotse luchthavens werden om 3:00 (UTC) op 14 april gesloten. Gedurende de sluiting van het luchtruim vertrokken enkele vluchten, die toestemming kregen omdat de weersomstandigheden dat toestonden. De Royal Air Force heeft een uitzonderingspositie en mag onder 3000 ft wel opereren. Nationale maatschappij British Airways heeft alle vluchten tot en met 19 april geschrapt. |
| Zweden                | Sluiting luchtruim                                           | Gehele luchtruim | 15 april 20:00 (UTC)                                   | 17 april                                    | Op 18 april was het luchtruim ten noorden van de 67e breedtegraad open (tot Kiruna). Op 19 april was bijna het gehele luchtruim geopend. |
| Zwitserland           | Sluiting luchtruim                                           | Gedeeltelijke sluiting | 16 april 21:59 (UTC)                                   | 20 april 06:00 (UTC)                        | De luchtvaartautoriteiten vaardigden een notam uit, waarin stond dat het Zwitserse luchtruim gesloten werd voor VFR- en IFR-vluchten. Dit gold niet voor de hulpdiensten. De vluchten van Swiss International Air Lines annuleerde alle vluchten op 16 april, omdat de grote internationale luchthavens gesloten waren. |

### Landen met volledig open luchtruim
De enige Europese landen en territoria met luchthavens waar het luchtruim op zondag 18 april nog volledig open was, waren Albanië, Gibraltar, Griekenland, Macedonië, Malta en Portugal.
Doordat de vulkaan zich bevindt aan de zuidoostkant van IJsland en de aswolk naar het zuidoosten wegwaaide, kon er in IJsland gevlogen blijven worden naar bestemmingen die niet door de aswolk waren versperd. Het vliegverkeer tussen IJsland en Amerika was niet verstoord. Deze situatie veranderde op 22 april, toen de windrichting draaide. Vanaf 23 april om 6:00 UTC zijn de belangrijkste twee van de vier internationale luchthavens voor onbepaalde tijd gesloten.